# 김승주 삼공신 회맹록 판본
김승주 삼공신 회맹록 판본(金承霔 三功臣 會盟錄 板本)은 대한민국 경상북도 문경시 가은읍 작천리에 있는 조선시대의 판본이다. 1999년 3월 11일 경상북도의 유형문화재 제309호로 지정되었다.

## 개요
회맹록은 태종 4년(1404) 11월에 당시에 생존하고 있던 개국공신, 정사공신, 좌명공신인 3공신 66명이 하늘에 맹세한 후 작성한 글을 목판에 새겨 인쇄한 것이다.
이것은 김승주(1354∼1424) 가문에서 소장하고 있는 김승주의 회맹록이다. 김승주는 고려 말 조선 초의 변혁기에 무반으로 입신하여 박포의 난이라고 불리는 정쟁에 참여하여 좌명공신 4등에 책봉되었다. 이후 공조판서, 병조판서 등을 역임하였으며, 평양부원군에 책봉되었다. 그가 죽은 후 나라에서 ‘양경’이라는 시호를 내렸다.
이 판본은 태종 4년(1404)부터 태종 7년(1407)에 인쇄하여 간행되었을 가능성이 많고, 보존상태는 왼쪽 아래부분의 일부가 약간 훼손되었을 뿐 원래의 모습이 그대로 보존되어 있다. 후대에 관리를 위해 암적색 베로 배접하여 관리하고 있다.
17세기 이전의 고문서를 인쇄하여 유포한 예가 많지 않은 점으로 보아 15세기 전반에 만들어진 것으로 추정되는 이 판본은 희귀성으로 인해 역사적 자료로서 매우 가치가 높은 것으로 평가된다.

## 참고 자료
- 김승주삼공신회맹록판본 - 국가유산청 국가유산포털